# Kouchouhoum
Kouchouhoum (ukrainien : Кушугум, russe : Кушугум, Kouchougoum) est une commune urbaine de l'oblast de Zaporijjia, en Ukraine. Elle compte 7 000 habitants en 2024.

## Géographie
La commune se trouve au sud de Zaporijjia au bord de la rivière Kouchouhoum qui se jette dans le Dniepr. Elle confine au nord avec le village de Balabyne et au sud avec celui de Malokaterynivka.

## Histoire
Le village est fondé en 1770 comme slobode de cosaques sous le nom de Kouchouhoumivka, d'après le nom de la rivière provenant du turc Koutchouk-Koum, signifiant « sable fin ». Pendant la guerre russo-turque de 1768-1774, l'on construit plus au nord la forteresse Alexandrovskaïa. Après le traité de Koutchouk-Kaïnardji de 1774, la région entre dans l'Empire russe.
Le village prend en 1780 le nom de Bolchaïa Ekaterinovka, et au début du XIXe siècle il fait partie de l'ouïezd d'Alexandrovsk du gouvernement d'Iekaterinoslav.
Le village prend le nom de Kouchouhoum en 1920. Il est occupé par l'armée allemande du Troisième Reich de l'automne 1941 au 14 octobre 1943.

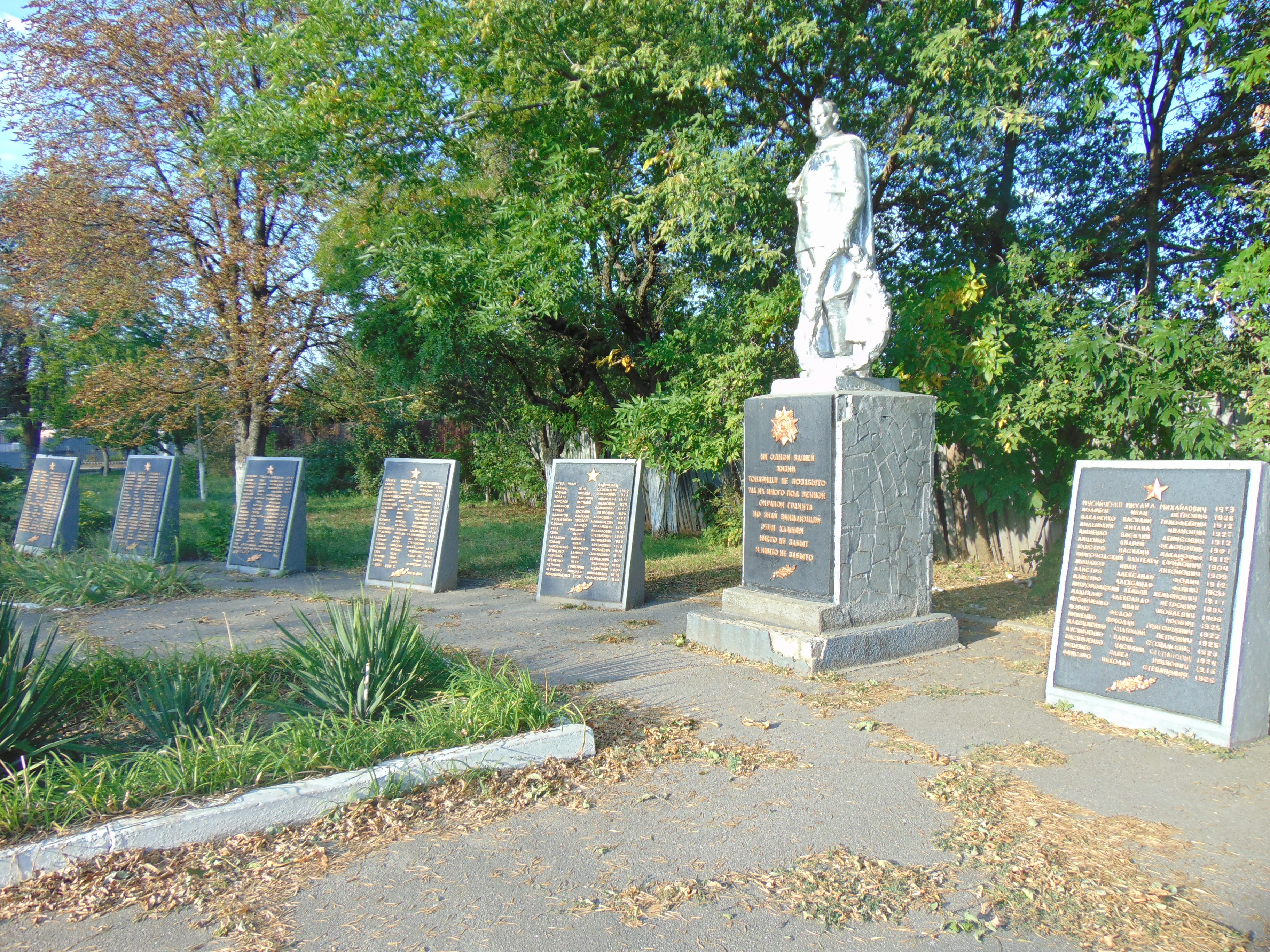
Sépultures de soldats de l'Armée rouge et monument aux morts de la Grande Guerre patriotique

Il comptait 8 700 habitants en 1970. La population travaille alors majoritairement dans le sovkhoze du même nom, le kolkhoze de pêcherie et diverses usines d'État. Kouchouhoum comptait 8 758 habitants en 1989. En avril 1995, le cantonnement militaire n° 77 s'y installe. L'usine de matériaux de construction est privatisée en mai 1995, puis le sovkhoze en juillet 1995.
La commune comptait 8 258 habitants en 2013.
Le 10 août 2022, lors de l’invasion de l’Ukraine par la Russie, un bombardement russe fait un mort.